# Sycamore (Prozessor)

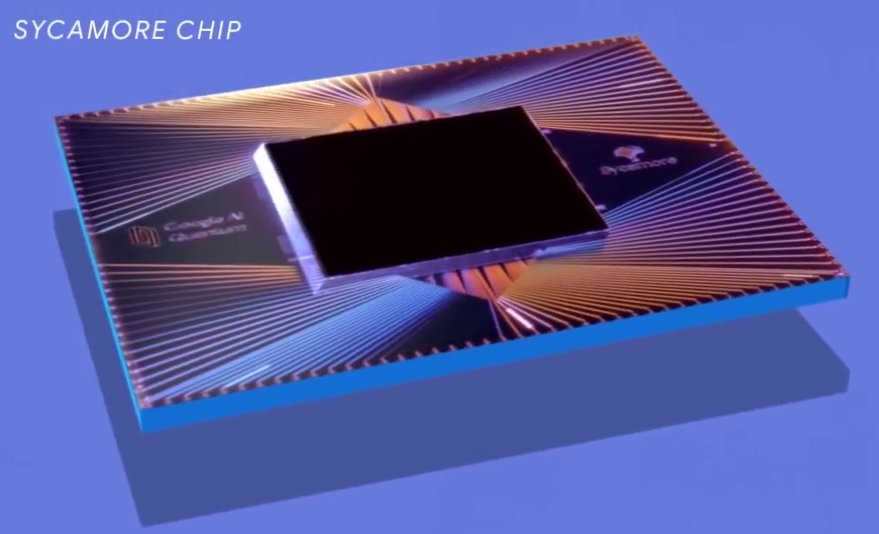
Der Prozessor Sycamore

Sycamore ist der Name eines von Forschern der Firma Google entwickelten Prozessors auf Basis supraleitender Schaltungen, der das Herzstück eines Quantencomputers mit 53 Qubits darstellt.
Der Sycamore wurde von einer Forschergruppe um den Physiker John M. Martinis entwickelt. In einem Ende 2019 in der Zeitschrift Nature veröffentlichten Beitrag beansprucht die Gruppe erstmals Quantenüberlegenheit (engl.: quantum supremacy) experimentell demonstriert zu haben. Dabei wurden Zufallszahlen gemäß einer speziellen Wahrscheinlichkeitsverteilung erzeugt, die so gewählt war, dass die entsprechende Aufgabe mit Summit, dem derzeit schnellsten Supercomputer der Welt, 10.000 Jahre dauern würde, während der Sycamore-Prozessor nur 200 Sekunden benötigte.
Forscher der Firma IBM stellten die Abschätzung der vom Summit-Supercomputer benötigten Rechenzeit in Frage. Unter Verwendung eines speicherintensiven Algorithmus und Zuhilfenahme eines Sekundärspeichers sollten ihrer Meinung nach 2,5 Tage für die Berechnung ausreichen.
Seit 2021 kann ein Exemplar dieses Prozessors im Deutschen Museum in München besichtigt werden.

## Daten und Eigenschaften des Sycamore
- 54 supraleitende Qubits aus Aluminium (davon 53 verarbeitend)
- Maße: 41 mm × 44 mm × 4 mm (mit Trägerrahmen)
- Masse: 58 g (mit Trägerrahmen)
- Basismaterial: Silizium
- Betriebstemperatur: unter −273 Grad Celsius